# Дебург, Нарсисо
Нарсисо Дебург (исп. Narciso Debourg; 14 марта 1925, Каракас — 23 января 2022, Париж) — венесуэльско-французский скульптор и художник.
В 1940—1945 гг. учился в Академии визуальных искусств имени Кристобаля Рохаса в Каракасе, участвовал в студенческих забастовках против консервативного характера обучения. В 1948 г. занимался в Свободной художественной мастерской, координаторами которой выступали Хосе Фернандес Диас и Рафаэль Риверо Орамас. С 1949 г. жил и работал в Париже, однако на протяжении всей жизни нечасто, но регулярно возвращался в Венесуэлу с различными художественными проектами. В начале творческого пути принадлежал к группе венесуэльских художников во Франции Инакомыслящие, действовавшей в 1945—1950 гг.
Начинал с живописных композиций, затем наряду с Хесусом Сото и Карлосом Крус-Диесом выступил одним из пионеров венесуэльского кинетического искусства (выставка «Свет и движение» в парижском Музее современного искусства, 1967). Многие работы Дебурга построены на повторении и мультипликации небольших геометрических фигур, с акцентированием диагоналей. Среди его произведений есть и крупные формы — в частности, композиция «Три диагонали» (1985), встроенная в интерьер станции каракасского метро «Чакаито».